# Albert Deport
Albert Deport, właśc. Joseph Albert Deport (ur. w 1846, zm. w 1926) – francuski oficer artylerii.

## Życiorys
Kierował opracowaniem pierwszej szybkostrzelnej 75 mm armaty wz. 1897, wyposażonej w oporopowrotnik hydrauliczno-pneumatyczny. W latach 90. XIX w. zaczął pracować w Compagne des Forges de Chatillon w Montilcucon, gdzie pod nazwą Deport skonstruowano pod jego kierownictwem szereg dział polowych. Najbardziej znanym dziełem Deporta jest armata kaliberu 75 mm Modello 11 z zastosowanym po raz pierwszy łożem dwuogonowym. Opracował też szereg oporopowrotników.

## Upamiętnienie
Od 1932 roku jego imię nosi ulica w 16. dzielnicy Paryża.